# Neuroetyka
Neuroetyka – obszar interdyscyplinarnych badań naukowych układu nerwowego (głównie OUN), dotyczących powiązań etyki z neurobiologią, oraz zastosowań zgromadzonej wiedzy w praktyce. Neuroetyka początkowo stanowiła część bioetyki, a współcześnie wykracza poza jej granice – zajmuje się neurobiologicznymi podstawami całej etyki.
Badania naukowe są prowadzone na pograniczu wielu nauk przyrodniczych i humanistycznych (np. neurofizjologia, neuropsychologia, psychologia ewolucyjna, neurologia, psychiatria, etologia, filozofia umysłu, neurofilozofia, neuroteologia). Wiedza na temat działania mózgu i umysłu jest wykorzystywana i rozwijana na takich obszarach jak etyka kliniczna (np. terapia zaburzeń psychicznych), etyka badań mózgu (w celach naukowych i pozanaukowych), etyka pozamedycznych ingerencji w działanie mózgu (farmakologicznych, neurochirurgicznych i innych, np. interfejs mózg–komputer), etyka działań człowieka jako członka grup społecznych i całej ludzkości, zobowiązanego do troski o równowagę ekologiczną w ekosystemach i całej biosferze.

## Historia
W latach 80. i 90. XX w.neuroetyka bywała uznawana za subdyscyplinę bioetyki, zajmującej się etycznymi aspektami działań w zakresie wszystkich dziedzin nauki, dotyczących życia, przede wszystkim w medycynie.
Lata 2002–2003Za datę narodzin „neuroetyki” o rozszerzonych ramach uznaje się 13–14 maja 2002 roku – termin międzynarodowej konferencji Neuroethics Mapping the Field w San Francisco. Dyskusje prowadzono w czterech sekcjach: „Nauki o mózgu a ludzkie «ja»”, „Nauki o mózgu a polityka społeczna”, „Etyka a praktyka nauk o mózgu” oraz „Nauki o mózgu a publiczny dyskurs”. Poza badaczami mózgu, bioetykami i ﬁlozofami uczestniczyli w nich prawnicy, ustawodawcy oraz przedstawiciele środków społecznego przekazu. Efektem dyskusji było uznanie neuroetyki za część etyki (jej granice nie są dotychczas jednoznacznie wytyczone), budującą – wspólnie z psychologią ewolucyjną – jej podstawy neurobiologiczne. Dotyczącą układu nerwowego część bioetyki zaczęto przekształcać w naukę o biologicznych podstawach etyki (nie tylko bioetyki) – w „neurobiologię etyki” (ang. neuroscience of ethics).
W tym samym roku ukazał się artykuł Adiny Roskies (prof. na Wydziale Filozofii Dartmouth College) pt. Neuroethics for the new millenium. Potwierdzając potrzebę utworzenia nowego obszaru dyskursu intelektualnego i społecznego (nie tylko naukowego), autorka artykułu przedstawiła propozycję zachowania w obrębie neuroetyki dwóch mniejszych dyscyplin: etyki takich nauk biologicznych, jak tradycyjnie rozumiana neurobiologia, neurologia, psychiatria, nazywanej „etyką neurobiologii” (ethics of neuroscience) i neurobiologii etyki (neuroscience of ethics). Przewidywała, że obie dyscypliny będą rozwijać się w dużym stopniu niezależnie od siebie, ale za szczególnie interesujące uznała obserwowanie wzajemnych wpływów.
W roku 2003 Jonathan D. Moreno (neuroetyk, biopolityk, historyk nauki, autor m.in. książki The Body Politic: The Battle Over Science in America, opublikował artykuł (z wymownie zatytułowaną sekcją: Is neuroethics new?), w którym stwierdził, że sytuacja neuroetyków przypomina sytuację fizyków jądrowych lub genetyków w okresie narodzin ich dyscyplin naukowych. Autor uznał za oczywiste, że bioetycy i lekarze neurolodzy, którzy stają np. przed dylematami związanymi z definicją śmierci klinicznej mając do dyspozycji wciąż doskonalone metody badań (np. neuroobrazowanie) i nieustannie pogłębianą wiedzę na temat działania mózgu, coraz częściej będą opierać swoje decyzje zarówno na podstawach moralnych, jak neuronaukowych.
Współcześniewciąż uznaje się, że neuroetyka rozwija się na dwóch polach, jako neurobiologia etyki i etyka neurobiologii (bywają również stosowane określenia „pierwsza…” i „druga tradycja” neuroetyki.

## Zakres neuroetyki i główne cele
Etyka neurobiologiirozwiązuje – odwołując się do historii i skomplikowanych argumentów filozoficznych – etyczne problemy neurobiologii, neurologii, medycyny i innych działań człowieka, prowadzonych na polu nauk przyrodniczych i wdrożeń ich osiągnięć do praktyki, m.in. formułuje sądy etyczne na podstawie norm obowiązujących w określonej kulturze i zajmuje się rozwiązywaniem problemów prawnych. Od dawna analizuje np. problemy związane z podejmowaniem decyzji „end-of-life”, stosowaniem eugeniki, aborcji, embrionalnych komórek macierzystych, klonowania reprodukcyjnego itp. W ostatnich latach stoi przed nowymi wyzwaniami – koniecznością etycznej oceny coraz bardziej dostępnych badań mózgu i umysłu lub coraz większych możliwości stosowania już zdobytej wiedzy, w tym klinicznych i pozaklinicznych ingerencji w jego działanie. Przykładami takich pozamedycznych działań są zabiegi farmakologicznej lub niefarmafologicznej regulacji funkcji poznawczych ludzi zdrowych, np. zastosowanie przezczaszkowej stymulacji magnetycznej do poprawiania pamięci albo stosowanie farmaceutyków poprawiających pamięć i uwagę (np. wśród uczącej się młodzieży lub przedstawicieli niektórych grup zawodowych) lub ułatwiających zapominanie zdarzeń przykrych (pozalecznicze zastosowania leków, opracowanych dla farmakoterapii PTSD). Podobne etyczne wątpliwości dotyczą stosowania skanowania fMRI jako rodzaju wariografu w czasie śledztw lub procesu rekrutacji pracowników.
Neurobiologia etykirozwiązuje badawcze problemy, związane z poszukiwaniem neurobiologicznych podstaw moralnego myślenia, intencji i zachowań. Poszukuje związków neuronauki z filozofią, w tym z etyką, podejmuje próby wyjaśnienia ludzkiej wrażliwości moralnej, zdolności do wydawania sądów moralnych, refleksji nad normami moralnymi itp. na podstawie wiedzy o neurobiologii procesów poznawczych, zaczerpniętej ze współczesnych nauk o umyśle i mózgu. Przedmiotem zainteresowania neurobiologów etyki jest m.in. powstawanie szczególnej grupy emocji, związanych z potrzebą troski o innych („emocje moralne” lub „społeczne”, zob. „etyka troski” i „etyka sprawiedliwości”), w tym procesami ich kształtowania się w historii ewolucji ssaków i ich rolą we współczesnych grupach społecznych. Należą do nich np. współczucie, wdzięczność, oburzenie, pogarda. W czasie badań jest stosowane neuroobrazowanie,; np. fMRI, MEG, PTE m.in. w warunkach eksperymentów myślowych, takich jak dylemat wagonika.
Cele prowadzonych prac badawczych i praktycznej działalności w dziedzinie neuroetyki znajdują odbicie w nazwach kategorii baz danych, w których są umieszczane odpowiednie publikacje. W Mainz Neuroethics Database (biblioteka Uniwersytetu Jana Gutenberga w Moguncji) wyodrębniono np. kategorie ściśle związane z różnymi działami klasycznej bioetyki. Sądy moralne nt. określonych działań medycznych są formułowane z wykorzystaniem współczesnej wiedzy o mózgu, aktualizowanych aktów prawnych (kategoria: analizy prawnicze) i innych ogólnych zasad postępowania, obowiązujących w określonej kulturze (systemy etyczne, oparte na definicjach dobra i zła). Mogą dotyczyć np. rozwiązywania zagadnień, grupowanych w kategoriach:
- choroby neurodegeneracyjne
- choroby i zaburzenia psychiczne
- neurochirurgia
- psychofarmakologia
- śmierć mózgu
- świadomość
- stymulacja mózgu (np. stymulacja mózgu)
- „enhancement” – zob. autowaloryzacja, Wzmocnienie (behawioryzm), ulepszanie, poprawa sprawności umysłowej[29][30][31][32][33]
- nałogi

Pojawiające się na tych obszarach problemy etyczne powinny być rozwiązywane w oparciu o znajomość teorii moralności, filozofii umysłu i koncepcji świadomości, z uwzględnieniem neurobiologii (na wszystkich poziomach, w tym biologia molekularna, genetyka), ze świadomością zarówno korzyści, jak zagrożeń, które niesie stosowanie nowoczesnych technik badawczych (np. neuroobrazowanie) ... Społeczne i ekonomiczne Neuroscience
Wymieniane są cztery podstawowe tezy neuroetyki „pierwszej tradycji”, wynikające ze stanu współczesnej wiedzy o mózgu, który realizuje równocześnie dwie strategie – emocjonalną i kognitywną:
- zachowania moralne i wydawanie sądów zależą od nieświadomych procesów, zachodzących w mózgu
- na wydawane sądy wpływają emocje moralne, związane z szybkimi i niekontrolowanymi procesami psychofizjologicznymi (zob. proces psychiczny, psychofizjologia), uruchamianymi automatycznie (zmysł moralny)
- zmysł moralny umożliwia szybką, odruchową reakcję na dobro lub zło, wyprzedzającą rozumowanie
- tak zwany „konflikt między sercem a rozumem” pojawia się w przypadku niezgodności między efektami intuicyjnego i rozumowego przetwarzania informacji moralnej (zob. też dysonans poznawczy).

W artykułach przeglądowych są wymieniane przede wszystkim cztery główne cele badawcze:
1. zbadanie, czy objaśnienie ludzkiej wrażliwości moralnej, zdolności do refleksji i wydawania sądów moralnych, wymaga wskazania specyficznych mechanizmów, czy też są wystarczające znane pojęcia i modele dotyczące działania mózgu i umysłu, np. stosowane w dziedzinie psychologii moralności[36].
2. określenie rodzaju neuronalnej aktywności mózgu, która odpowiada złożonym funkcjom umysłu moralnego, takim jak wydawanie sądów moralnych, przetwarzanie informacji o charakterze moralnym itp; sprawdzenie – z uwzględnieniem przypadków psychopatologicznych zmian umiejętności rozróżniania dobra i zła – czy istnieje ośrodek zawiadujący reakcjami moralnymi (gdzie?), czy też pojawia się w tych okolicznościach synchroniczna aktywność wielu ośrodków nerwowych i innych
3. wyjaśnienie, czy związek predyspozycji moralnych z neurobiologią mózgu wiąże się z filogenetycznym, ewolucyjnym źródłem moralności (etyka ewolucyjna); kiedy pojawił się instynkt moralny (człowiek pierwotny? zwierzęta?) oraz w jakim stopniu było to związane z oddziaływaniem społeczno-kulturowym, a w jakim np. z warunkami doboru naturalnego
4. podjęcie prób weryfikacji tradycyjnych filozoficznych koncepcji etyki, np. neurobiologicznego uzasadnienia dla wyłonienia się nurtu deontologicznego i emotywnego oraz utylitaryzmu[37] (przykład: P.S. Churchland (2009) stwierdza, że psychologia moralności człowieka i takich zwierząt społecznych, jak szympansy, pawiany, kruki i wilki, odpowiada bardziej założeniom „teorii cnót” niż innym).

James Giordano, profesor neuroetyki w Georgetown University, wskazuje miejsca zastosowań wiedzy o mózgu i umyśle, w tym rolę neuroetyki (obu tradycji), w różnych obszarach ludzkiej działalności pozanaukowej, nie ograniczonej do bezpośrednich relacji między ludźmi (np. pacjent–lekarz) lecz obejmującej niezwykle złożone sytuacje, występujące realnie w dużych społecznościach, np. ponadkulturowe problemy globalne, w tym np. zagadnienia ochrony zdrowia ludzi – fizycznego i subiektywnego) – lub ochrony środowiska, np. groźnych dla struktury ekosystemu ziemskiej biosfery zakłóceń równowagi w biocenozach (problemy rozwiązywane np. przez WHO lub IPCC itp.).
Neuroetycy dowodzą, że nowa nauka może być mocnym neurobiologicznym fundamentem organizacji globalnej kosmopolitycznej społeczności. Sugerują potrzebę objęcia wszystkich dziedzin życia etycznymi zasadami, które od dawna obowiązują w etyce lekarskiej (lekarska powinność udzielania pomocy choremu bez względu na jego przynależność religijno-kulturową i rasową, na narodowość, pozycję społeczną itp.).

## Ludzie – twórcy dyscypliny i krytycy
Do rozwoju neuroetyki przyczynili się m.in. liczni filozofowie, antropolodzy, ewolucjoniści, etolodzy, psycholodzy i zoopsycholodzy, m.in. Daniel Dennett (ur. 1942) – zwolennik darwinizmu neuralnego, zaproponowanego przez Geralda Edelmana, prymatolog Frans de Waal, autor m.in. pracy On the Possibility of Animal Empathy. Fillings and Emotions lub Moral behavior in animals (TED 2011), Paul Ekman (ur. 1934) – kontynuator badań Darwina, dotyczących ruchowo-mimicznej ekspresji emocji wśród ludzi i zwierząt (zob. mowa ciała, w tym mikroekspresja, afekt), Marc Hauser (ur. 1959) – badacz zachowań naczelnych i ludzkiej moralności (Harvard University), autor Moral Minds: How Nature Designed Our Universal Sense of Right and Wrong, jednej z często cytowanych książek na temat naturalnego pochodzenia ludzkiego „zmysłu moralnego”.
Neurologiczną i neurobiologiczną interpretacją zjawisk, obserwowanych w wymienionych obszarach nauki – w tym neuroetyką – zajęli się m.in.:
- Michael Gazzaniga (ur. 1939), były współpracownik Rogera Sperry'ego (1913–1994, Nagroda Nobla 1981), autor książki The Ethical Brain[47]
- Vilayanur S. Ramachandran (ur. 1951), którego Richard Dawkins nazwał „Marco Polo neuronauki” a Eric Kandel – „współczesnym Paulem Broką”
- António Damásio (ur. 1944)[k], autor m.in.: książek Tajemnica świadomości. Ciało i emocje współtworzą świadomość (2000)[7], W poszukiwaniu Spinozy: radość, smutek i czujący mózg (2003)[50], Błąd Kartezjusza. Emocje, rozum i ludzki mózg[51], Jak umysł zyskał jaźń. Konstruowanie świadomego mózgu[52]
- Patricia Churchland (ur. 1943)[53] – autorka licznych prac nt. reprezentacji samoświadomości w układzie nerwowym[54], m.in. biologicznych podstaw opieki, zaufania i współpracy[55]
- Richard Davidson (ur. 1951) – założyciel i dyrektor Waisman Laboratory for Brain Imaging & Behavior[56], poszukujący neuronowego podłoża emocji i zaburzeń afektywnych, w tym depresji i zaburzeń lękowych (badania rozpoczynał od udziału w elektrofizjologicznych pomiarach aktywności neuronów w czasie marzeń sennych oraz badaniach takich „reprezentacji poznawczych”, jak nietrwałe wspomnienia spostrzeżeń, wyobraźnia i „obrazy mentalne”)
- Joshua D. Greene – psycholog eksperymentalny i neuronaukowiec z Uniwersytetu Harvarda (Moral Cognition Lab[57]), badacz aktywności mózgu w czasie rozwiązywania dylematów moralnych[58][59][60], autor książki Moral Tribes: Emotion, Reason, and the Gap Between Us and Them[61]

W maju 2006 roku, na małym spotkaniu naukowym w Asilomar Conference Grounds (Kalifornia), utworzono Neuroethics Society, przekształcone w lutym 2011 roku w International Neuroethics Society. W programie International Neuroethics Society znajduje się rozwiązywanie zagadnień teoretycznych i praktycznych (np. klinicznych i prawnych), spotykanych np. w ramach badań i terapeutucznego stosowania głębokiej stymulacji mózgu, walki z chorobą Alzheimera i narkomanią itp. Za swoją misję INS uważa wspieranie rozwoju neurobiologii i starania o odpowiedzialne stosowanie jej wyników dla dobra ludzi wszystkich narodów, grup etnicznych i kultur. Członkowie Stowarzyszenia deklarują również prowadzenie działalności edukacyjnej. Specjaliści, zajmujący wysoką pozycję w środowisku, uczestniczą m.in. jako wykładowcy w Neuroethics Seminar Series (Harvard Medical School, The Center for Bioethics); wykłady (wideo) są archiwizowane i udostępniane przez International Neuroethics Society.
Problemami neuroetyki zajmuje się m.in. The Oxford Centre for Neuroethics (Institute for Science and Ethics, Uniwersytet Oksfordzki). Badania naukowe są prowadzone w wielu innych ośrodkach naukowych na świecie, np.:
- Cognitive and Behavioral Neuroscience Unit, D’Or Institute for Research and Education, Rio de Janeiro
- Cognitive Neuroscience Section, NINDS, National Institutes of Health, Bethesda, Maryland
- Pôle universitaire de psychiatrie, Hôpital Sainte-Marguerite, Marseille
- Department of Psychiatry and Behavioral Sciences, Emory University School of Medicine, Atlanta, Georgia
- Human Evolution and Cognition, Department of Psychology, University of the Balearic Islands
- Department of Psychology i Department of Psychiatry, University of Chicago Medicine, Chicago, IL
- Cluster of Excellence Languages of Emotion, Freie Universität Berlin
- Center for Functional Neuroimaging, Department of Neurology, University of Pennsylvania, Philadelphia
- Department of Psychology, Sun Yat-Sen University, Guangzhou, China
- Department of Legal Studies & Business Ethics, The Wharton School, University of Pennsylvania

W nauce polskiej ważną rolę odgrywają m.in. ks. prof. Michał Heller (zob. Centrum Kopernika Badań Interdyscyplinarnych), Edward Nęcka, Bartosz Brożek, Mateusz Hohol (m.in. poszukiwania neuronalnego podłoża rozwiązywania dylematów moralnych). Piotr Przybysz (Instytut Filozofii UAM), zajmujący się licznymi problemami neuroestetyki opublikował również – wspólnie z Wiolettą Dziarnowską (APS), prace dotyczące neuroetyki (m.in. Dekalog w mózgu). Zagadnieniami miejsca neuroetyki w etyce medycznej zajmuje się m.in. Lesław Niebrój.
Wśród naukowców wypowiadających się krytycznie nt. neuronauki, w tym neuroetyki, są wymieniani:
- Sally Satel[75] i Scott O. Lilienfeld[76], Brainwashed: The Seductive Appeal of Mindless Neuroscience (2013)[77]
- Raymond Tallis[78], The Explicit, Animal: A Defence of Human Consciousness (1991) i Aping Mankind: Neuromania, Darwinitis and the Misrepresentation of Humanity[79]
- William R. Uttal[80], The New Phrenology: The Limits of Localizing Cognitive Processes in the Brain[81]
- Maxwell R. Bennett[82] i Peter M.S. Hacker[83], Philosophical Foundations of Neuroscience (2003)[84]
- Anna Wierzbicka, The Hazards of English as a Default Language (2014)[85]

## Narzędzia
Od chwili uzyskania pierwszych obrazów, ilustrujących budowę neuronów kory móżdżku (komórki Purkiniego, koniec XIX w.), od odkrycia neuroprzekaźników (1936), pierwszych zastosowań lobotomii w leczeniu psychoz (lata 40.) i wyjaśnienia mechanizmów przemieszczania się potencjału czynnościowego błony neuronów (lata 50–60. XX w.) fizycy i biofizycy opracowali techniki, umożliwiające pomiary elektrycznej aktywności wybranych obszarów mózgu in vivo i pojedynczych neuronów, biochemicy zidentyfikowali liczne związki chemiczne, występujące w tkance mózgu, i określili ich role w przekazywaniu impulsów nerwowych oraz opracowali metody obserwacji ich przemieszczania się (np. obserwacja szlaków serotoniny z użyciem białka zielonej fluorescencji).
Stosowane są:
- elektroencefalografia (EEG) – rejestracja fal mózgowych z użyciem różnej liczby elektrod, umieszczanych na skórze głowy (również Multielectrode arrays, MEAs[89])
- neuroobrazowanie funkcjonalne metodą rezonansu magnetycznego (fMRI)
- magnetoencefalografia (MEG) – rejestracja pola magnetycznego wytworzonego wokół głowy przez sieć neuronów kory
- obrazowanie metodą rezonansu magnetycznego (MRI), zob. też tomografia, spektroskopia magnetycznego rezonansu jądrowego
- pozytonowa tomografia emisyjna (PTE) – rejestracja fotonów, powstających w czasie zderzeń pozytonów – produktów rozpadu podanej badanemu substancji promieniotwórczej – elektronami atomów tkanki
- badania SPECT[90]

Innych możliwości badań dostarcza biochemia, czego przykładem są prace Paula Zaka, autora książki The Moral Molecule: The Source of Love and Prosperity. Jest oczekiwane powstawanie nowych bezinwazyjnych technik pomiarowych i nowych dyscyplin naukowych, które pozwolą odpowiedzieć na pytania, jak reaguje mózg na codzienne wydarzenia, takie jak próbowanie potraw, rozmowa z bliskimi, oglądanie filmu… (zachowania, zapamiętywanie, emocje). Według M. Gazzanigi staną się one „czymś powszednim dla naszych dzieci, a już na pewno dla wnuków”.
Badania są wykonywane w sytuacjach medycznych, w których mózg pacjenta został uszkodzony (np. wskutek wylewu lub wypadku) albo został poddany operacji neurochirurgicznej (np. przecięcie spoidła wielkiego), lub w czasie laboratoryjnych obserwacji przebiegu kolejnych faz rozwiązywania eksperymentalnych dylematów moralnych.

## Postęp neuroetyki w latach 2002–2014 i dominujące kierunki badań

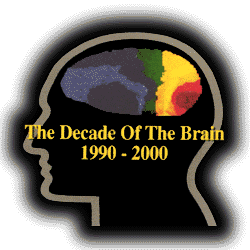
W Polsce ogłoszenie ostatniej dekady XX wieku Dekadą Mózgu (Decade of the Brain znalazło niewielki oddźwięk

Próbę oceny rozwoju neuroetyki w okresie dekady od konferencji Neuroethics Mapping the Field (2002) podjął m.in. międzynarodowy i interdyscyplinarny zespół (J. Leefmann, C. Levallois, E. Hildt), reprezentujący niemiecki Uniwersytet Jana Gutenberga w Moguncji (Neuroethics Research Group on Neuroethics/Neurophilosophy, Department of Philosophy), francuską EMLYON Business School (Departmentof Markets and Innovation) i amerykański Illinois Institute of Technology (Center for the Study of Ethics in the Professions). Przeprowadzono bibliometryczną analizę Mainz Neuroethics Database (MND), dot. okresu 1995–2012.
Stwierdzono m.in., że ogólna liczba publikacji dotyczących neuroetyki (wybieranych z wykorzystaniem słów kluczowych oraz występujących w nagłówkach i streszczeniach)), ukazujących się rocznie, zwiększyła się bardzo wyraźnie po roku 2002, np (w kolejnych latach okresu 2001–2007 ukazało się 31, 82, 85, 115, 174, 204 i 313 publikacji, jednak podobny wzrost był obserwowany w również przypadku analiz dotyczących innych obszarów neurobiologii (uznano za prawdopodobne, że był jednym z efektów proklamowania „Dekada Mózgu”). Wzrost liczby publikacji dotyczących neuroetyki następował równocześnie ze wzrostem ich udziału w łącznej liczbie artykułów, np. w MND znaleziono 8 pozycji z roku 1995 (0,35% wszystkich z tego roku) i 590 pozycji z roku 2009 (25,7%).
Próby określenia dominujących kierunków badań polegały na zbadaniu liczby publikacji w 15 różnych tematycznych kategoriach MND. Stwierdzono, że najwięcej publikacji (14,67%) znajduje się w kategorii Choroby/zaburzenia psychiczne i Choroby neurodegeneracyjne. W kategorii Narkomania znalazło się najmniej artykułów (tylko 1,28%).
Przeprowadzono analizę zmian umownej wagi tematu poszczególnych kategorii oraz powiązań między kategoriami. Wagę kategorii wyrażono względnym rocznym przyrostem liczby publikacji. Umowny próg 20% wszystkie wyodrębnione kategorie osiągnęły w latach 2004–2008. Najwcześniej próg przekroczyła kategoria Enhancement, a dwanaście spośród wszystkich piętnastu – w latach 2005–2006.
Wyniki analizy wzajemnych asocjacji sugerują, że po kilkunastu latach od konferencji Neuroethics Mapping the Field kategorie kojarzone z „neurobiologią etyki” (np.Philosophy of Mind, Neuroimaging) nadal były stosunkowo słabo zasocjowane z klasycznymi kategoriami „etyki neurobiologii” (np. Neurosurgery, Psychopharmacology, Brain stimulatin – tematy związane z dylematami lekarzy-praktyków). Autorami analizowanych publikacji byli przede wszystkim absolwenci uczelni medycznych (ok. 40%) oraz akademickich wydziałów psychologii (ok. 14%) i neurobiologii (ok. 10%). Prace były wykonywane głównie na uczelniach medycznych (ok. 43%) i na wydziałach neurobiologii (16%). Na wydziałach psychologii oraz bioetyki wykonano po ok. 8% opisywanych badań, a na wydziaach neuroetyki i filozofii tylko po ok. 4%. Największy wkład wnieśli naukowcy ze Stanów Zjednoczonych (91 spośród 198 publikacji w najwyżej ocenianych czasopismach), Kanady (19/198), Wielkiej Brytanii (18/198) i Niemiec (15/198).